# Ron Widby
George Ronald „Ron“ Widby (* 9. März 1945 in Knoxville, Tennessee; † 23. Dezember 2020) war ein US-amerikanischer American-Football und Basketball-Spieler. Er spielte als Punter in der National Football League (NFL) bei den Dallas Cowboys und den Green Bay Packers. Ferner war er in der American Basketball Association (ABA) bei den New Orleans Buccaneers aktiv.

## Spielerlaufbahn

### Collegekarriere
Ronald „Ron“ Widby wuchs in seiner Geburtsstadt auf, wo er auch die High School besuchte. Auf der Schule betrieb er mehrere Sportarten. Nachdem er von der University of Tennessee ein Stipendium erhalten hatte, war er, aufgrund einer Verletzung, die er sich als Footballspieler zugezogen hatte, zunächst nur als Basketballspieler bei den Tennessee Volunters aktiv. Aufgrund seiner sportlichen Leistungen wurde er 1967 zum All American und zum Player of the Year in der Southeastern Conference gewählt. Nachdem die College Footballmannschaft der Volunteers auf der Position eines Punters einen Spieler benötigten, lief er auch für die Footballmannschaft auf. Im Jahr 1966 gelangen ihm mit seinen Punts ein durchschnittlicher Raumgewinn von 43,8 Yards. Diese Leistung war der landesweite Bestwert. Neben American Football und Basketball war Widby auch an Golf interessiert. Für seine Leistungen als Golfspieler wurde er von seinem College ausgezeichnet.

### Profikarriere
Ron Widby erhielt 1967 von drei Profimannschaften ein Vertragsangebot. So zogen ihn die Chicago Bulls in der NBA Draft und die New Orleans Buccaneers in der ABA Draft. Ferner zeigten die New Orleans Saints Interesse an ihm und zogen ihn in der NFL Draft in der vierten Runde an 81. Stelle. Widby schloss sich zunächst den Saints an, wurde jedoch vor der Saison entlassen. Daraufhin spielte er zwanzig Spiele für die New Orleans Buccaneers. Allerdings beendete er seine Basketballkarriere, nachdem er ein Vertragsangebot von den Dallas Cowboys erhalten hatte, die ihn zunächst an die in der Continental Football League beheimateten Oklahoma City Plainsmen ausliehen. Im Jahr 1968 konnte er sich dann bei den von Tom Landry trainierten Dallas Cowboys etablieren. In diesem Jahr stellte er mit 84 Yards einen NFL Jahresbestwert auf. Die Cowboys um Spieler, wie die späteren Mitglieder in der Pro Football Hall of Fame Bob Lilly und Mel Renfro, hatten sich unter Landry zu einem Spitzenteam entwickelt.
Im Spieljahr 1970 konnte Widby mit seiner Mannschaft seinen ersten Meistertitel in der National Football Conference (NFC) gewinnen. Nachdem die Mannschaft in der Regular Season zehn von 14 Spielen gewinnen konnte, zog das Team aus Dallas in die Play-offs ein, wo zunächst die Detroit Lions mit 5:0 besiegt wurden. Im folgenden NFC Championship Game gegen die San Francisco 49ers setzten sich die Cowboys mit 17:10 durch, Widby kam in dem Spiel sechsmal zum Einsatz und erzielte mit seinen Punts einen durchschnittlichen Raumgewinn von 40,2 Yards. Im Super Bowl V mussten sich Widby und seine Mannschaft den Baltimore Colts mit 16:13 geschlagen geben. Widby stellte mit neun Punts in dem Spiel einen Super-Bowl-Rekord auf.
Im Jahr 1971 gewann Ron Widby mit den Cowboys in der Regular Season elf von 14 Spielen und zog damit erneut in die Play-offs ein. Nach einem 14:3-Sieg über die San Francisco 49ers, Widby musste sechsmal zu einem durchschnittlichen Raumgewinn von 45 Yards punten, im NFC Endspiel, gelang der Einzug in den Super Bowl VI. In diesem Spiel wurden die Miami Dolphins mit 24:3-Sieg besiegt. Widby konnte fünf Punts zum Sieg der Mannschaft aus Dallas beisteuern.
Nach der Saison 1971 gaben die Cowboys Widby an die Green Bay Packers ab. Mit dem Team aus Wisconsin konnte er allerdings keinen weiteren Titel mehr gewinnen. Aufgrund einer schwerwiegenden Verletzung spielte er noch bis zum Jahr 1973 für die Packers. Danach musste er zwei Jahre lang aussetzen und beendete 1975 seine Laufbahn als Footballspieler.

## Ehrungen
Ron Widby spielte einmal im Pro Bowl und wurde dreimal zum All Pro gewählt. Er ist Mitglied in der Tennessee Sports Hall of Fame und in der Ruhmeshalle seines Colleges.

## Nach der Laufbahn
Widby wurde nach seiner Laufbahn Clubgolfer in einem Country Club. Sein Versuch sich als Profigolfer in der Senior PGA Tour zu etablieren, blieb erfolglos. Er lebte mit seiner Ehefrau in Wichita Falls, Texas.

## Quelle
- Jens Plassmann: NFL – American Football. Das Spiel, die Stars, die Stories (= Rororo 9445 rororo Sport), Rowohlt, Reinbek bei Hamburg 1995, ISBN 3-499-19445-7
- Peter Golenbock: Landry's Boys: An Oral History of a Team and an Era, Triumph Books, 2005, ISBN 1-617-49954-4
- Brian Jensen, Troy Aikman: Where Have All Our Cowboys Gone, 2005, ISBN 1-461-63611-6